# 지방도 제918호선

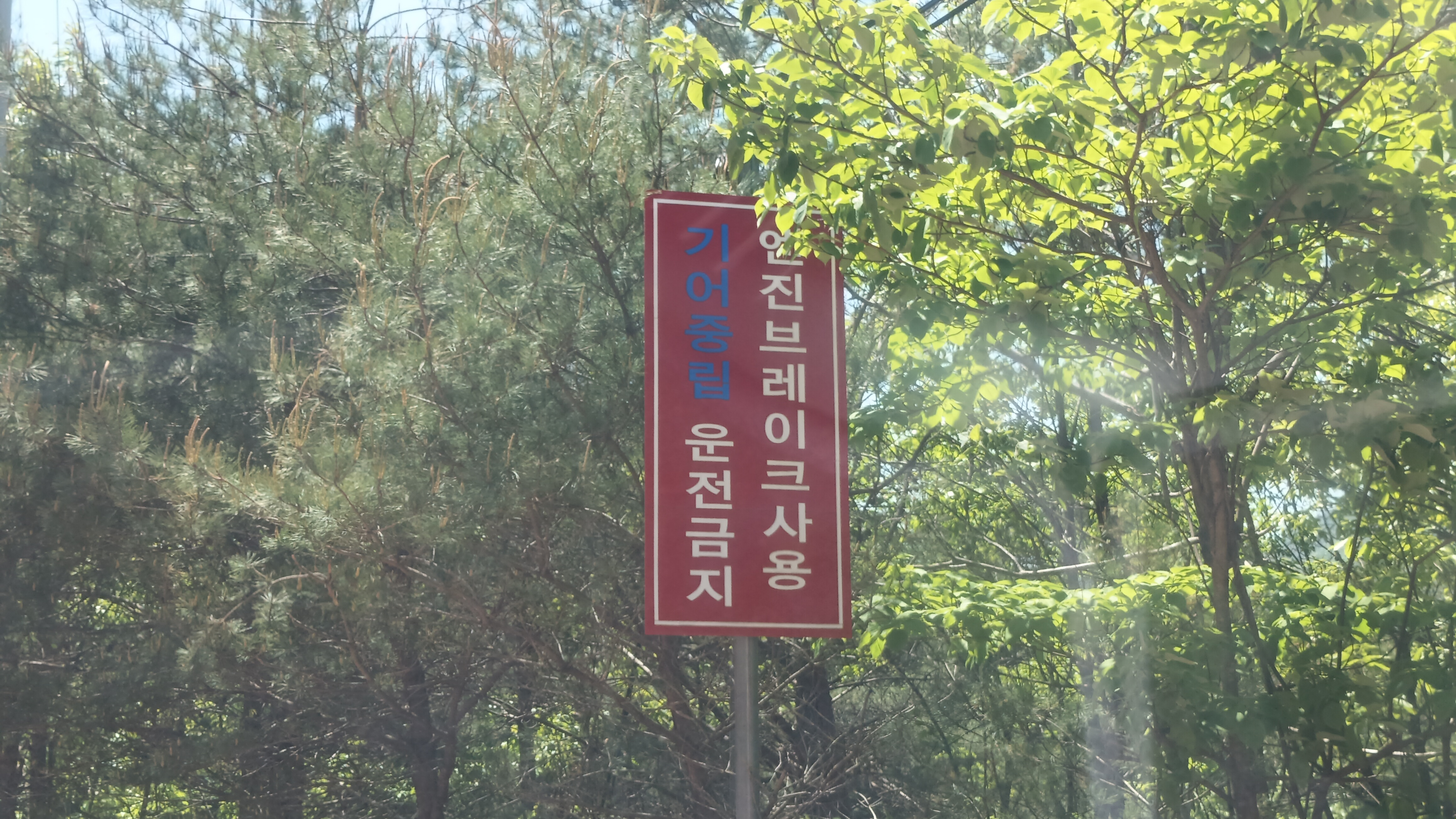
엔진브레이크 사용 및 중립기어 운전금지 표지, 영덕군 창수면 창수리 지방도 제918호선

지방도 제918호선은 경상북도 봉화군 물야면 북지리와 영덕군 영해면 벌영리 송천 교차로를 잇는 경상북도의 지방도이다.

## 연혁
- 2003년 2월 20일 : 종점을 영덕군 강구면 강구리에서 영해면 성내리로 23.5km 구간 단축. 이에 따라 '봉화 ~ 강구선'에서 '봉화 ~ 영해선'이 됨.[1]
- 2018년 11월 15일 : 노선 변경으로 총 연장이 115.9km에서 101.8km로 단축.[2]
- 2018년 12월 3일 : 화천 ~ 무창간 도로(영양군 영양읍 화천리 ~ 무창리) 1.52km 구간 개량 개통, 기존 900m 구간 폐지[3]
- 2019년 1월 24일 : 봉성도로(봉화군 봉성면 금봉리) 300m 구간 개량 개통, 기존 250m 구간 폐지[4]
- 2020년 1월 20일 : 하원도로(영양군 영양읍 동부리 ~ 하원리) 980m 구간 개량 개통[5]
- 2020년 6월 22일 : 신기 ~ 원구간 도로(영덕군 창수면 신기리) 750m 구간 개량 개통, 기존 800m 구간 폐지[6]
- 2021년 12월 6일 : 영덕군 영해면 송천 교차로 ~ 성내 교차로 구간 지방도 지정 해제. 이에 따라 노선명을 '봉화 ~ 영해선'에서 '물야 ~ 영해선'으로 변경 및 총 연장을 115.9km에서 103.39km로 변경함.[7]
- 2023년 11월 7일 : 자라목재 터널(영양군 영양읍 무창리 ~ 창수면 창수리) 2.424km 구간 확장 개통, 기존 2.156km 구간 폐지[8]

## 주요 경유지
- 봉화군
  - 물야면 (미개통 구간 : 북지리)
  - 봉화읍 유곡삼거리
  - 봉성면 금봉 교차로 - 까치목이재 - 외삼리 - 잣고개 - 봉화향교 - 봉성초등학교 - 봉성리 - 봉성삼거리 - 봉양리
  - 명호면 양곡리 - 고양초등학교 (폐교) - 풍호리 - 도천삼거리 - 명호삼거리 - 명호초등학교 - 고계삼거리 - 명호교 - 고계1리 - 선서교 - 고계2리 - 고티재
  - 재산면 고티재 - 상리 - 유곡교 - 과인삼거리 - 재산버스정류소 - 재산초등학교 - 현동리 - 남면삼거리 - 남면리 - 남면교 - 모천교 - 논골재

- 영양군
  - 청기면 논골재 - 행화리 - 행화교 - 백운교 - 당리 - 당리보건진료소 - 당교
  - 일월면 도곡리 - 도곡교 - 가곡리 - 가곡교 - 주곡리 - 일월삼거리 - 도계리 - 곡강리
  - 영양읍 동부리 - 영양읍 행정복지센터 - 농협사거리 - 영양중앙초등학교 - 영양교육지원청 - 영양경찰서 - 영양여자중학교, 영양여자고등학교 - (삼지교) - 하원리 - 대천교 - 대천리 - 화천교 - 화천리 - 영양군립요양원 - 화천1교 - 화천2교 - (삼거리) - 무창삼거리 - 무창리 - 창수령 (서읍령)

- 영덕군
  - 창수면 창수령 (서읍령) - 자라목1터널(836m) - 자라목2터널(219m) - 창수리 - 신리리 - 신리교 - 신기교 - 창수초등학교 - 신기리 - 창수우체국
  - 영해면 원구2리 - 원구1리 - 원구교 - 송천 교차로

## 중복 구간
- 봉화군 명호면 도천삼거리 ~ 고계삼거리 : 국도 제35호선과 중복
- 봉화군 재산면 과인삼거리 ~ 남면삼거리 : 지방도 제933호선과 중복
- 영양군 일월면 일월삼거리 ~ 영양읍 동부리 : 국도 제31호선과 중복
- 영양군 영양읍 (삼거리) ~ 무창삼거리 : 지방도 제917호선과 중복
- 영덕군 창수면 신기리 ~ 영해면 원구1리 : 국가지원지방도 제69호선과 중복

## 도로명
- 봉화군 봉화읍 유곡삼거리 ~ 명호면 도천삼거리 : 봉명로
- 봉화군 명호면 도천삼거리 ~ 고계삼거리 : 청량로
- 봉화군 명호면 고계삼거리 ~ 재산면 과인삼거리 : 명재로
- 봉화군 재산면 과인삼거리 ~ 남면삼거리 : 재산로
- 봉화군 재산면 남면삼거리 ~ 영양군 일월면 일월삼거리 : 재일로
- 영양군 일월면 일월삼거리 ~ 영양읍 동부리 : 영양로
- 영양군 영양읍 동부리 ~ 농협사거리 : 중앙로
- 영양군 영양읍 농협사거리 ~ 영덕군 창수면 신기리 : 영양창수로
- 영덕군 창수면 신기리 ~ 영해면 송천 교차로 : 창수영해로